# Estádio Dr. Magalhães Pessoa

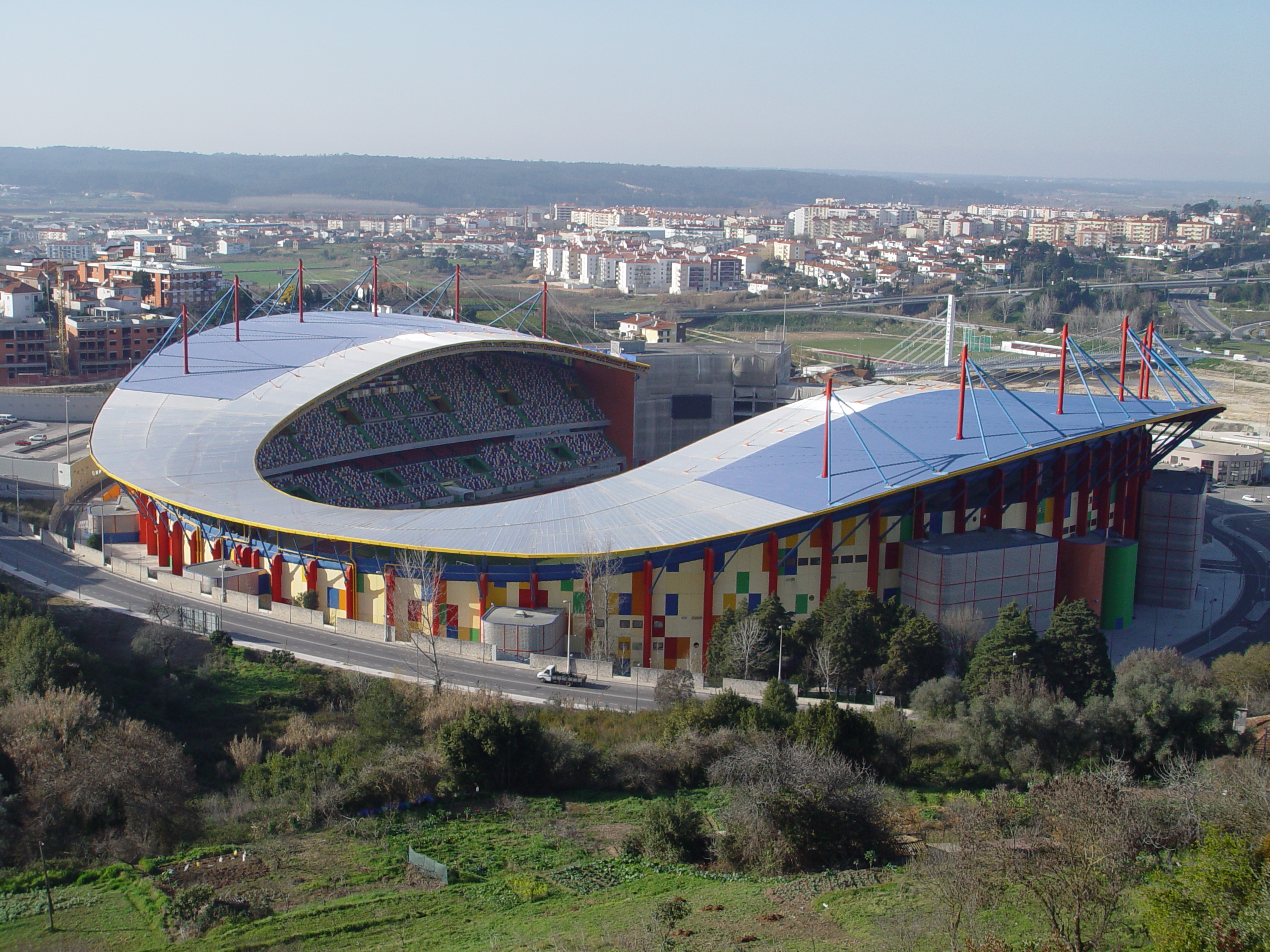
widok na stadion

Estádio Dr. Magalhães Pessoa (nieof. Estádio Municipal de Leiria) – wielofunkcyjny stadion położony w portugalskim mieście Leiria. Stadion został zbudowany na Euro 2004, a jego głównym użytkownikiem jest klub piłkarski União Leiria. Architektem stadionu był Tomás Taveira.
Stadion był miejscem rozgrywania Superpucharu Portugalii oraz jednego z meczów Euro 2004 w którym Chorwacja w Grupie B podejmowała Francję. W 2009 odbyły się tutaj drużynowe mistrzostwa Europy w lekkoatletyce.
Z powodu strat finansowych przynoszonych przez stadion rozważano jego rozbiórkę, jednak ostatecznie w 2011 został wystawiony na sprzedaż.